# Gangrena
La gangrena, nel linguaggio comune detta cancrena, è un tipo di necrosi tessutale causata generalmente da carente apporto sanguigno della parte interessata. A livello cutaneo i sintomi possono includere il cambiamento del colore e della temperatura, l'intorpidimento, la sudorazione, il dolore e l'insorgenza di fissurazioni. Coinvolge principalmente le mani e i piedi e può presentarsi con sintomi sistemici come la febbre o con la presenza di uno stato settico.
Tra i fattori di rischio vi sono il diabete mellito, l'arteriopatia obliterante periferica, il tabagismo, l'alcolismo, l'infezione da HIV, il congelamento, la presenza di traumi fisici e la sindrome di Raynaud. Si può classificare come gangrena secca, gangrena umida, gangrena gassosa, gangrena interna (generalmente colite ischemica o ischemia mesenterica) oppure come fascite necrotizzante. La diagnosi è basata sul quadro clinico e sull'ausilio di tecniche di imaging.
Il trattamento può includere l'escarotomia, la terapia antibiotica e la gestione delle cause scatenanti. Dal punto di vista chirurgico possono essere utilizzate tecniche che vanno dallo sbrigliamento all'amputazione e anche l'uso della terapia larvale. L'eliminazione della causa scatenante può essere ottenuta mediante angioplastica o l'uso di bypass arteriosi e in certi casi può essere utile l'ossigenoterapia iperbarica. La prevalenza di questa condizione clinica è ignota.

## Etimologia
Il termine gangrèna deriva dal latino gangraena, che a sua volta proviene dal greco antico γάγγραινα?, gàngraina, dal verbo γράω, gràō ("mangio, rodo"), della stessa radice del latino gramen ("gramigna"), con il significato di "corrosione (dei tessuti)".

## Classificazione
A seconda dei fattori eziologici e del quadro clinico presentato, la gangrena può essere classificata prevalentemente in tre tipi: la gangrena secca, la gangrena umida e la gangrena gassosa. Altre forme più specifiche sono la fascite necrotizzante e il suo sottotipo che colpisce prevalentemente genitali e inguine, la gangrena di Fournier; a parte sono anche considerate le cosiddette forme di gangrena interna che coinvolgono il sistema digerente, in particolare il piccolo intestino nel caso della ischemia mesenterica e il grande intestino nel caso della colite ischemica.

### Gangrena secca
La gangrena secca è una forma di necrosi coagulativa che si sviluppa nei tessuti ischemici, in cui il rifornimento ematico non è sufficiente a mantenerlo vitale. Non si tratta propriamente di una malattia, bensì di un segno clinico di altre patologie. La gangrena secca è spesso dovuta a arteriopatia obliterante periferica, ma può essere anche secondaria a eventi acuti come nel caso del tromboembolismo e dell'embolismo. L'ipossia limita i fenomeni putrefattivi e causa la morte dei contaminanti batterici. La parte colpita appare quindi rinsecchita e di colorito dal rosso scuro al nero, con una separazione netta dalla cute sana, che comporta il distacco autonomo della parte gangrenosa nel caso non si proceda chirurgicamente alla rimozione.
Dal momento che si tratta del risultato di un'ischemia cronica, in assenza di infezione il trattamento precoce con interventi di rivascolarizzazione, ad esempio mediante angioplastica o la realizzazione di bypass vascolari, può evitarne l'insorgenza e migliorare la prognosi. Una volta che si sia sviluppata la gangrena, la parte di tessuto affetta non è più recuperabile. Non si tratta di un'emergenza clinica in quanto, in assenza di infezione, non vi è il rischio di sepsi; tuttavia, senza trattamento, l'escara può essere contaminata da batteri che possono comportare l'insorgenza di una concomitante gangrena umida.
Il diabete mellito, in quanto comune e importante fattore di rischio di arteriopatia periferica, può avere come complicanze l'insorgenza di gangrena secca; tuttavia, in particolar modo nei pazienti con importante scompenso glicemico e frequente iperglicemia, può comportare anche lo sviluppo di un ambiente favorevole per le sovrainfezioni batteriche e quindi comportare anche l'insorgenza di gangrena umida.

### Gangrena umida

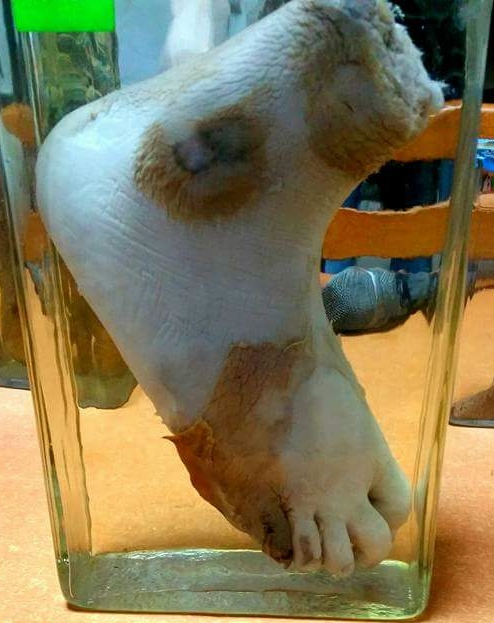
Gangrena umida del piede su pezzo anatomico

La gangrena umida si differenzia per la presenza di colonizzazione batterica ed è caratterizzata da una prognosi peggiore rispetto alla gangrena secca a causa della frequente possibilità di sviluppare una setticemia per diretta comunicazione tra i fluidi infetti e il sangue. In questa condizione la necrosi è di tipo colliquativo.
Nella gangrena umida sono presenti batteri saprofiti, come ad esempio Clostridium perfringens e Bacillus fusiformis, che causa il rigonfiamento della lesione e odore di putrefazione. La lesione appare edematosa, cedevole, scura e marcescente. Si sviluppa rapidamente in particolare nei casi di interruzione del flusso venoso, con presenza di ristagno ematico che favorisce la crescita batterica. Prodotti tossici derivati dai batteri e i batteri stessi sono assorbiti nel circolo sanguigno e comportano lo sviluppo di sepsi ed eventualmente il decesso.
A causa dell'elevata mortalità si rende spesso necessaria l'amputazione con lo scopo di limitare gli effetti sistemici dell'infezione.
Le piaghe da decubito che si sviluppano nella zona sacrale, sulle natiche e sui talloni sono anch'esse classificabili come gangrena umida; allo stesso modo la stomatite gangrenosa è una gangrena umida che colpisce le zone del viso, soprattutto bocca e guance.
Il pioderma gangrenoso si presenta clinicamente come la gangrena umida ma si tratta di una manifestazione clinica ad eziologia sconosciuta in presenza di malattie autoimmuni e malattie immuno-mediate.

### Gangrena gassosa
La gangrena gassosa è caratterizzata da un'eziologia infettiva, ma si differenzia dalla gangrena umida per la produzione di gas a livello della lesione. I batteri coinvolti sono del genere Clostridium, in particolare il Clostridium perfringens, e altri batteri non clostridi, come Bacteroides e alcuni streptococchi anaerobi. L'infezione tende a diffondersi rapidamente mano a mano che il gas si distribuisce ai tessuti sani circostanti; proprio per questo motivo si tratta di un'emergenza medica, dal momento che evolve rapidamente in sepsi, con conseguente shock settico e morte.
I batteri responsabili, pressoché ubiquitari, possono entrare nel tessuto muscolare attraverso una ferita e proliferare nel tessuto necrotico, producendo tossine che al contempo sono responsabili del danno nei tessuti sani circostanti e della produzione di gas. Questo gas, misurato in un caso pubblicato, si compone prevalentemente da azoto (74,5%), ossigeno (16,1%), idrogeno (5,9%) e anidride carbonica (3,4%).

## Trattamento
La rimozione chirurgica del tessuto necrotico è la terapia chirurgica cardine della gangrena: spesso è associata a fenomeni infettivi, pertanto la lesione deve essere sbrigliata per ostacolare la diffusione dell'infezione. L'estensione dell'intervento dipende dall'estensione della gangrena e può in taluni casi, comportare l'amputazione di un arto. Nel caso di gangrena secca lo sbrigliamento spesso non è necessario e la rimozione del tessuto avviene autonomamente. La patologia ischemica dell'arto è la causa più comune di amputazione e si stima che circa il 25% dei pazienti necessiti di un'amputazione nei tre anni successivi all'evento critico.

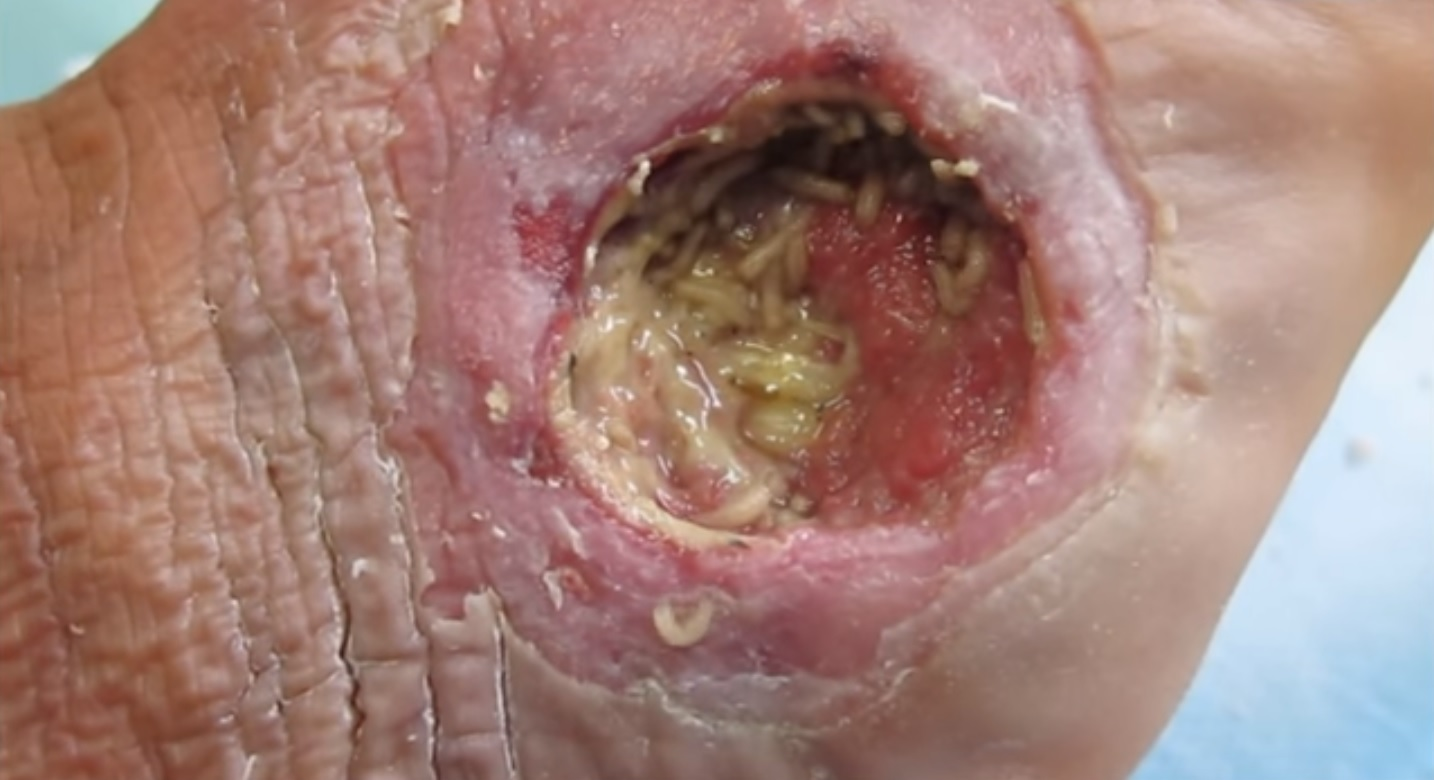
L'uso della terapia larvale in un caso di piede diabetico

Nel passato era stata a lungo utilizzata la terapia larvale, ovvero la rimozione del tessuto necrotico tramite l'uso di larve saprofite di mosca; questo tipo di intervento è utilizzato anche in tempi moderni.
Nel caso di una concomitante infezione spesso è necessario instaurare una terapia antibiotica che, nei casi più importanti, viene necessariamente somministrata per via endovenosa. Si tratta in ogni caso di un trattamento che difficilmente può portare da solo a guarigione.
Inoltre è importante trattare anche le cause della gangrena; nel caso di ischemie critiche, possono essere eseguiti interventi di rivascolarizzazione. L'angioplastica va considerata in particolar modo nelle ischemie dell'arto inferiore da ostruzione dell'arteria tibiale posteriore e dell'arteria peroniera.
L'ossigenoterapia iperbarica è utile in particolar modo nelle gangrene gassose in quanto la creazione di un ambiente ricco in ossigeno limita la crescita dei batteri anaerobi.